# 戈爾登斯布里奇 (紐約州)
戈爾登斯布里奇（英語：Goldens Bridge）是位於美國紐約州西徹斯特縣的普查規定居民點。

## 人口
根據2020年美國人口普查的數據，戈爾登斯布里奇的面積為6.58平方千米，當中陸地面積為6.24平方千米，而水域面積為0.34平方千米。當地共有人口1628人，而人口密度為每平方千米247.42人。